# Pic du Jer
À ne pas confondre avec le Pic de Ger, situé dans les Pyrénées-Atlantiques
Pour les articles homonymes, voir Jer.
Le pic du Jer est un sommet du massif des Pyrénées situé à l'extrémité sud de la ville de Lourdes, dans le département des Hautes-Pyrénées en France.
D'une altitude de 951 mètres et surplombant la ville, lieu de pèlerinage catholique, il était reconnaissable à sa grande croix illuminée la nuit, installée en son sommet jusqu'en mars 2014.

## Toponymie
Potentielle parenté avec ger, comme le pic de Ger en Pyrénées-Atlantiques. Le nom ger signifie « prairies de montagne » en gascon.

## Histoire
Le 14 septembre 1926, un avion s'écrase sur la face nord. Le mécanicien est tué sur le coup et le pilote est légèrement blessé à la tête.

## Voies d'accès

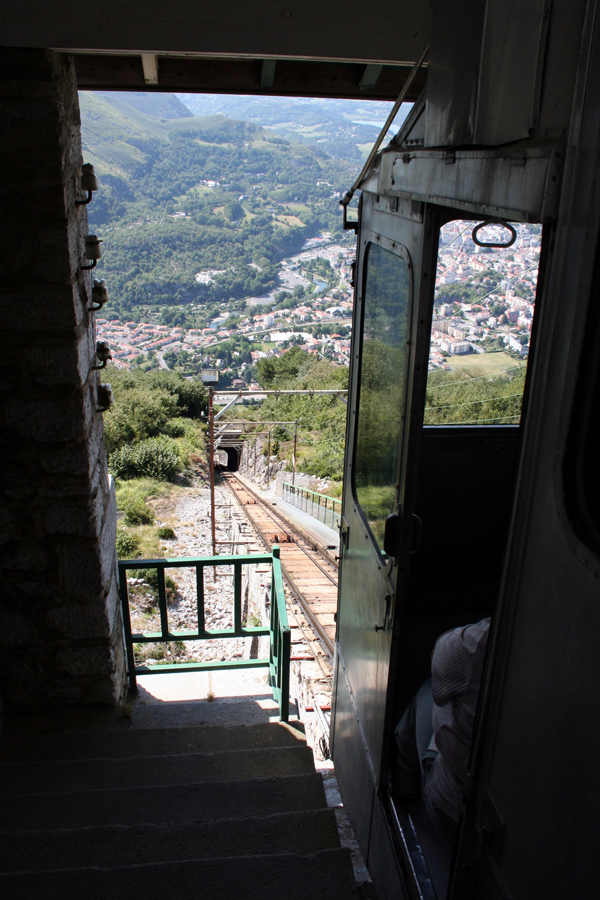
Le funiculaire du pic du Jer.

Il est accessible par un funiculaire qui fonctionne depuis 1900 et qui conduit les usagers jusqu'à 950 mètres. Le funiculaire suit une voie de 1 100 mètres, sur une pente qui varie entre 27 % (au tout début) et 56 %. La voie est unique, excepté au milieu où elle se sépare en deux pour permettre aux voitures de se croiser. Elle emprunte notamment deux tunnels et un viaduc, ce dernier étant visible de loin, par exemple depuis la route reliant Lourdes à Argelès (dans le sens Argelès-Lourdes). La gare de départ est accessible à proximité de cette même route (fléchée depuis le rond-point en sortie de Lourdes côté Sud). On peut également s'y rendre en bus depuis le centre-ville.
Les trajets, qui durent 8 minutes ont lieu toutes les vingt minutes. Les voitures contiennent 80 passagers, 40 assis et 40 debout. De mars à début novembre, le funiculaire fonctionne entre 9 h 30 et 18 h 30.
À la gare d'arrivée, on trouve plusieurs sentiers qui permettent d'accéder au sommet en quelques minutes ; le sentier principal comporte quelques bancs sous abris. Un service de restauration et de boissons est disponible, avec bancs en terrasse, vue magnifique sur Lourdes et les environs.
Près du sommet, la qualité des sentiers se dégrade et leur disposition devient confuse ; on rejoint toutefois le sommet sans difficulté particulière. Depuis l'observatoire, situé au point culminant, un panorama s'offre au visiteur : Lourdes, le Lavedan et Argelès-Gazost, Tarbes, Lannemezan, Pau et toute la chaîne des Pyrénées centrales (une table d'orientation permet de se situer). L'observatoire est en mauvais état et rendu inaccessible au public.
Le pic du Jer est aussi un lieu de randonnée et un site de descente VTT (DH). Le départ des pistes de descente de vtt, permanentes, se trouve au pied de la gare d'arrivée. Il est possible d'acheter un forfait VTT à la journée et d'emprunter le funiculaire à chaque rotation.